# Хойос, Рикардо
Рикардо Хойос (англ. Ricardo Hoyos; род. 27 ноября 1995, Аллистон, Онтарио, Канада) — канадский актёр кино и телевидения. Лауреат премии «Young Artist Award» (2011), также четырежды на неё номинировался.

## Карьера
В 2012 присоединился к основному актёрскому составу молодёжного телесериала «Деграсси: Следующее поколение», в котором снимался вплоть до завершения сериала в 2015 году. Впоследствии Хойос появился в одной из главных ролей в сиквеле под названием «Деграсси: Новый класс». В 2016 снялся в комедийном фильме Майкла Ситера «Последние дни Сэйди на Земле», в создании которого приняли участие его коллеги из «Деграсси».
13 июля 2017 года стало известно, что актёр появится в фильме «Бамблби», спин-оффе «Трансформеров».

## Фильмография
| Год       |     | Русское название              | Оригинальное название           | Роль                      |
| --------- | --- | ----------------------------- | ------------------------------- | ------------------------- |
| 2007      | с   | Люблю тебя до смерти          | 'Til Death Do Us Part           | Джонни                    |
| 2008      | ф   | Викинги                       | Outlander                       | Джон (в титрах не указан) |
| 2008      | ф   | Истории Торонто               | Toronto Stories                 | Джейкоб                   |
| 2009      | кор | Стенной шкаф                  | The Armoire                     | Тони                      |
| 2010      | с   | Дино Дэн                      | Dino Dan                        | Рикардо Санчез            |
| 2010      | с   | Хейвен                        | Haven                           | Бобби Мюллер              |
| 2011      | с   | Р. Л. Стайн: Время призраков  | R. L. Stine's The Haunting Hour | Билл                      |
| 2012—2015 | с   | Деграсси: Следующее поколение | Degrassi: The Next Generation   | Зигмунд «Зиг» Новак       |
| 2013      | с   | Жизнь с парнями               | Life with Boys                  | Уайатт                    |
| 2016      | с   | Киллджойс                     | Killjoys                        | Олан                      |
| 2016      | ф   | Эксперимент «Офис»            | The Belko Experiment            | второй охранник           |
| 2016      | ф   | Последние дни Сэйди на Земле  | Sadie's Last Days on Earth      | Джек Диаз                 |
| 2016—2018 | с   | Деграсси: Новый класс         | Degrassi: Next Class            | Зигмунд «Зиг» Новак       |
| 2018      | ф   | Бамблби                       | Bumblebee                       | Трипп                     |

## Награды и номинации
| Год  | Премия              | Категория                                   | Результат | Работа                         |
| ---- | ------------------- | ------------------------------------------- | --------- | ------------------------------ |
| 2010 | Young Artist Awards | Лучшая роль в короткометражном фильме       | Номинация | «Стенной шкаф»                 |
| 2011 | Young Artist Awards | Лучшая гостевая роль на телевидении         | Номинация | «Хейвен»                       |
| 2011 | Young Artist Awards | Лучшая продолжительная роль на телевидении  | Номинация | «Дино Дэн»                     |
| 2011 | Young Artist Awards | Лучший молодой актёрский ансамбль в сериале | Победа    | «Дино Дэн»                     |
| 2012 | Young Artist Awards | Лучшая гостевая роль на телевидении         | Номинация | «Р. Л. Стайн: Время призраков» |